# Peculatus
Peculatus, una paraula llatina que es tradueix per peculat o malversació, és l'apropiació indeguda o el robatori de béns públics o sagrats, tant si es fa per part d'un funcionari com d'un particular. Al que s'acusava d'aquest delicte era anomenat peculator.
Ciceró els qualifica en quatre classes: els peculators els sicarii, els venefici (enverinadors), els testamentarii (falsificadors de testaments) i els fures.
La paraula peculatus deriva de pecus ('bestiar, ramat') que indicava originàriament el principal signe de riquesa la pecunia. En els primers temps feia referència al robatori de bestiar, i s'anomenava peculatus publicus al delicte de robar bestiar a un magistrat, i al lladre se l'hi imposava una multa quantiosa.
Inicialment els judicis per peculatus es feien davant del poble o al senat, segons Titus Livi. En temps de Ciceró el càstig estava regulat per llei, encara que no es conserva cap llei específica sobre aquest tema. Al Digest es parla de dues lleis sobre el tema, la Lex Julia de peculatus, una llei romana atribuïda a Juli Cèsar que castigava amb privació d'aigua i foc als que s'apropiessin de diners públics, religiosos o sagrats, o als que de manera dolosa fessin disminuir els valor dels diners públics, i als que ajudessin a fer aquests delictes. i la Lex Julia de residuis, dictada per August que prohibia gastar el diner recaptat a províncies en usos particulars. Però potser es tracta de dos parts d'una mateixa llei. El càstig era el pagament d'un terç de la suma apropiada i el compromís de restituir-ne la totalitat. Sota l'Imperi, la interdicció d'aigua i foc es va canviar per la deportació i el culpable perdia tots els seus drets i els seus béns. La Lex Julia de sacrilegis considerava el sacrilegium com una variant del peculatus, perquè castigava a aquell que robava béns sagrats de caràcter públic.
Actualment s'acostuma a fer servir el terme malversació de cabals públics, si bé aquest concepte inclou la utilització indeguda, a més de l'apropiació per a ús propi.